# Кованько Семен Миколайович
Кованько Семен Миколайович (14 червня 1830 — 1873) — голова полтавської губернської земської управи (1866—1870), полтавський міський голова (1868—1871), колезький секретар, пізніше статський радник у званні камер-юнкера, полтавський маршалок шляхти (протягом двох трьохліть, 1859—1865). 

## Життєпис
Народився в парафії села Надеждівка, Полтавського повіту. Син управителя Єкатеринбурзького мідеплавильного і залізоливарного заводу, колишнього Полтавського повітового комісара.
Семен Кованько закінчив Харківський університет. Був почесним доглядачем Кременчуцького повітового училища (1854). Одне триріччя вибирався Полтавським повітовим маршалком шляхти (1856—1859) і два триріччя — губернським маршалком шляхти (1859—1865).
У 1861 році Семену Кованьку був наданий чин камер-юнкера.
З 18 грудня 1866 року по 1870 року був головою Полтавської губернської земської управи.
Семен Кованько помер у Полтаві в 1872 або 1873 році.